# 陈芬儿
陈芬儿（1958年4月7日—），男，江西崇仁人，中国精细有机化工和原料药制造专家，中国工程院院士。

## 生平
1981年，毕业于江西省卫生学校药剂专业，随后在崇仁县卫生局和九江市第三人民医院工作。
1988年，于华西医科大学获得药物化学硕士学位，随后分配到武汉工程大学制药工程系工作，历任助教、讲师、副教授、教授。
1997年，调入复旦大学化学系工作，任教授。
1999年，于四川大学有机化学专业获得博士学位。
2015年，当选中国工程院院士。
2020年7月，受聘为郑州大学药学院、药物研究院院长。
2023年5月，任江西师范大学校长。

## 社会兼职
- 中国药学会药物化学专业委员会委员
- 上海市药学会药物化学专业委员会委员